# Chủ nghĩa Lịch sử (nghệ thuật)

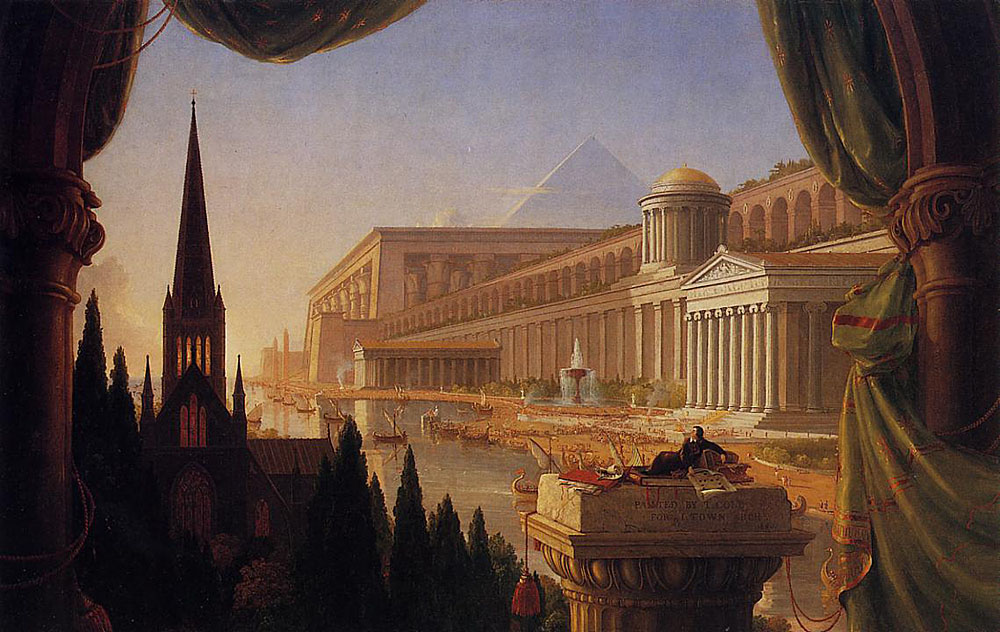
Giác mơ của kiến trúc sư bởi Thomas Cole, 1840

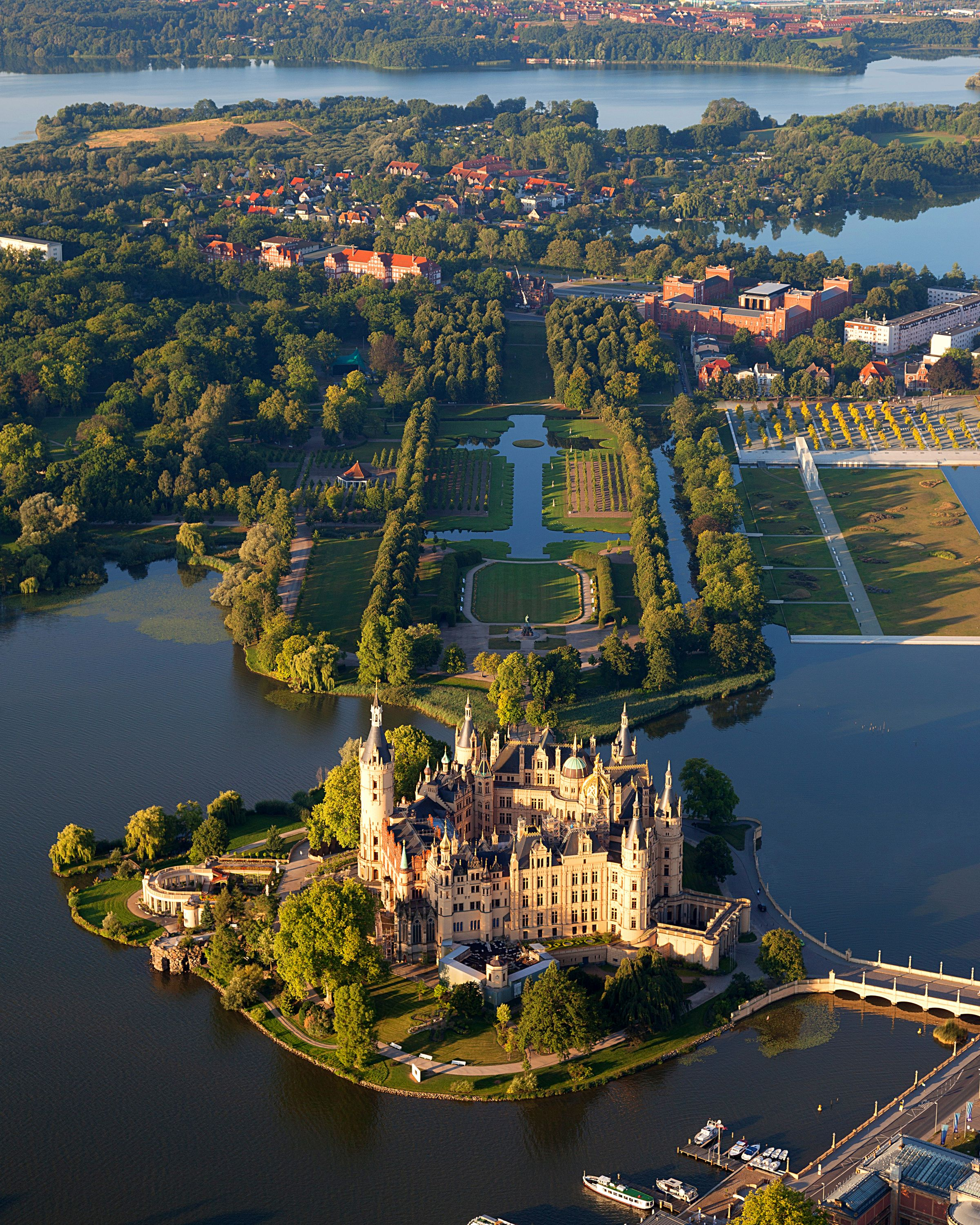
Lâu đài Schwerin nơi cư trú của công tước Mecklenburg, Đức

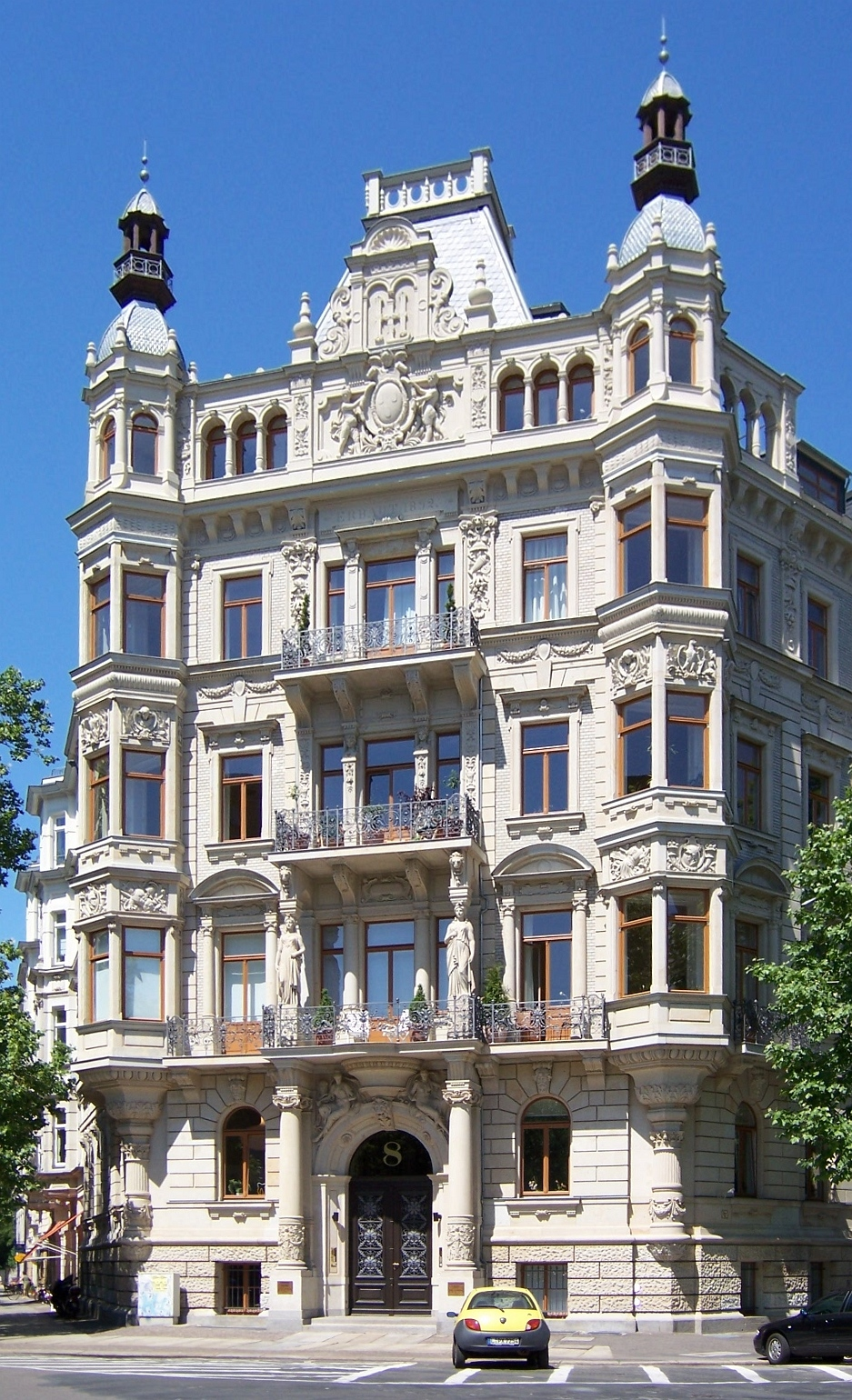
Nhà ở theo phong cách Hậu Lich sử ở Leipzig, 1892 được xây bởi Arwed Roßbach

Thuật ngữ chủ nghĩa Lịch sử đề cập đến trong lịch sử nghệ thuật một phong cách phổ biến rộng rãi trong thế kỷ 19 và một phần vẫn còn có ảnh hưởng trong thế kỷ 20, hiện tượng mà - đặc biệt trong kiến trúc - người ta dùng lại những phong cách cũ và một phần kết hợp chúng với nhau.
Một số phong cách thuộc chủ nghĩa Lịch sử là Romanesque Revival, Gothic Revival, Neo-Renaissance và Neo-Baroque. Trong giai đoạn cuối của nó, Art Nouveau hình thành song song, và cũng chịu ảnh hưởng một phần của chủ nghĩa Lịch sử. Một phong trào đối nghịch xuất hiện vào đầu thế kỷ 20 với kiến trúc cải cách, mà sau này dẫn đến kiến trúc hiện đại cổ điển.
Giai đoạn gây nhiều dấu ấn nhất của chủ nghĩa lịch sử kéo dài từ khoảng năm 1850 đến trước chiến tranh thế giới thứ nhất. Nhưng ngay cả sau đó các chủ đề chủ nghĩa lịch sử cũng vẫn còn có tác động (Tân Cổ điển, chủ nghĩa Cổ điển Xã hội, Kiến trúc An ninh Nội địa). Một số xây dựng theo chủ nghĩa lịch sử được hình thành cho đến ngày hôm nay, đặc biệt kể từ khi trong chủ nghĩa hậu hiện đại thiết kế Lịch sử lại được sử dụng. Các tòa nhà chủ nghĩa Lịch sử hiện đại cũng được gọi là Tân Lịch sử.